# Althen-des-Paluds
Althen-des-Paluds [altɛ̃ de paly] est une commune française située dans le département de Vaucluse, en région Provence-Alpes-Côte d'Azur. 

## Géographie

### Accès
La commune est située à mi-chemin entre Avignon, préfecture du département et Carpentras, l'une des deux sous-préfectures avec Apt. La commune est reliée à ces deux villes par la route départementale 942.
Les routes départementales 16 et 32 traversent la commune.
Bien qu'une ligne de chemin de fer traverse la commune, Althen-des-Paluds n'est plus desservie par la SNCF. L'ancienne gare n'a pas été remise en service lors de la réouverture de la ligne de Sorgues - Châteauneuf-du-Pape à Carpentras. Les arrêts ferroviaires les plus proches se situent à Monteux et Entraigues-sur-la-Sorgue.

### Relief
Althen-des-Paluds s'étale sur une plaine de 625 hectares, relativement plate, avec un dénivelé maximal de 11 mètres.

### Hydrographie
La Sorgue de Velleron passe sur la commune, ainsi que le canal de Gaffins qui y puise son eau.

### Communes limitrophes

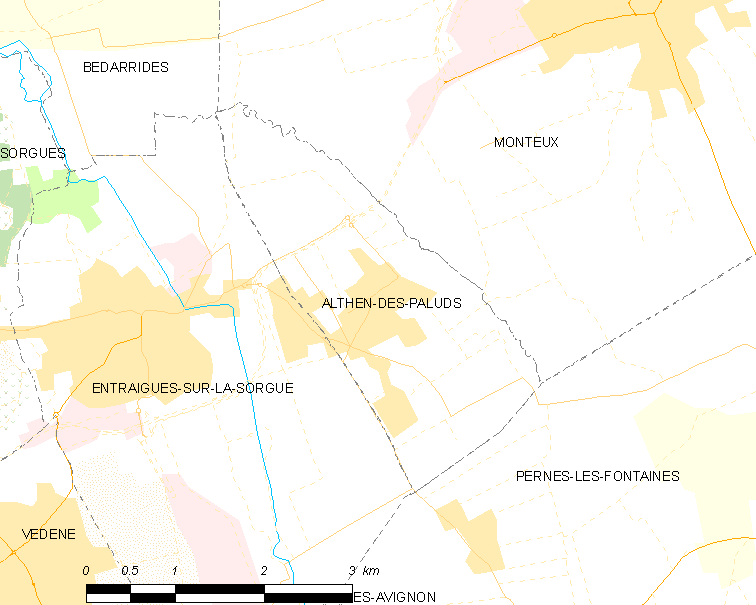
Commune d'Althen-des-Paluds.

Les communes limitrophes sont  Bédarrides, Entraigues-sur-la-Sorgue, Monteux et Pernes-les-Fontaines.
| Bédarrides               | Monteux              | Monteux              |
| Entraigues-sur-la-Sorgue | Althen-des-Paluds    | Monteux              |
| Entraigues-sur-la-Sorgue | Pernes-les-Fontaines | Pernes-les-Fontaines |

### Sismicité
Les cantons de Bonnieux, Apt, Cadenet, Cavaillon, et Pertuis sont classés en zone Ib (risque faible). Tous les autres cantons du département de Vaucluse sont classés en zone Ia (risque très faible). Ce zonage correspond à une sismicité ne se traduisant qu'exceptionnellement par la destruction de bâtiments.

### Climat
Pour des articles plus généraux, voir Climat de Provence-Alpes-Côte d'Azur et Climat de Vaucluse.
En 2010, le climat de la commune est de type climat méditerranéen franc, selon une étude du Centre national de la recherche scientifique s'appuyant sur une série de données couvrant la période 1971-2000. En 2020, Météo-France publie une typologie des climats de la France métropolitaine dans laquelle la commune est exposée à un climat méditerranéen et est dans la région climatique Provence, Languedoc-Roussillon, caractérisée par une pluviométrie faible en été, un très bon ensoleillement (2 600 h/an), un été chaud (21,5 °C), un air très sec en été, sec en toutes saisons, des vents forts (fréquence de 40 à 50 % de vents > 5 m/s) et peu de brouillards.
Pour la période 1971-2000, la température annuelle moyenne est de 14,3 °C, avec une amplitude thermique annuelle de 18 °C. Le cumul annuel moyen de précipitations est de 672 mm, avec 5,8 jours de précipitations en janvier et 2,7 jours en juillet. Pour la période 1991-2020, la température moyenne annuelle observée sur la station météorologique de Météo-France la plus proche, « Carpentras », sur la commune de Carpentras à 9 km à vol d'oiseau, est de 14,7 °C et le cumul annuel moyen de précipitations est de 665,5 mm. 
La température maximale relevée sur cette station est de 44,3 °C, atteinte le 28 juin 2019 ; la température minimale est de −15,4 °C, atteinte le 7 janvier 1985,,.
Les paramètres climatiques de la commune ont été estimés pour le milieu du siècle (2041-2070) selon différents scénarios d'émission de gaz à effet de serre à partir des nouvelles projections climatiques de référence DRIAS-2020. Ils sont consultables sur un site dédié publié par Météo-France en novembre 2022.

## Toponymie

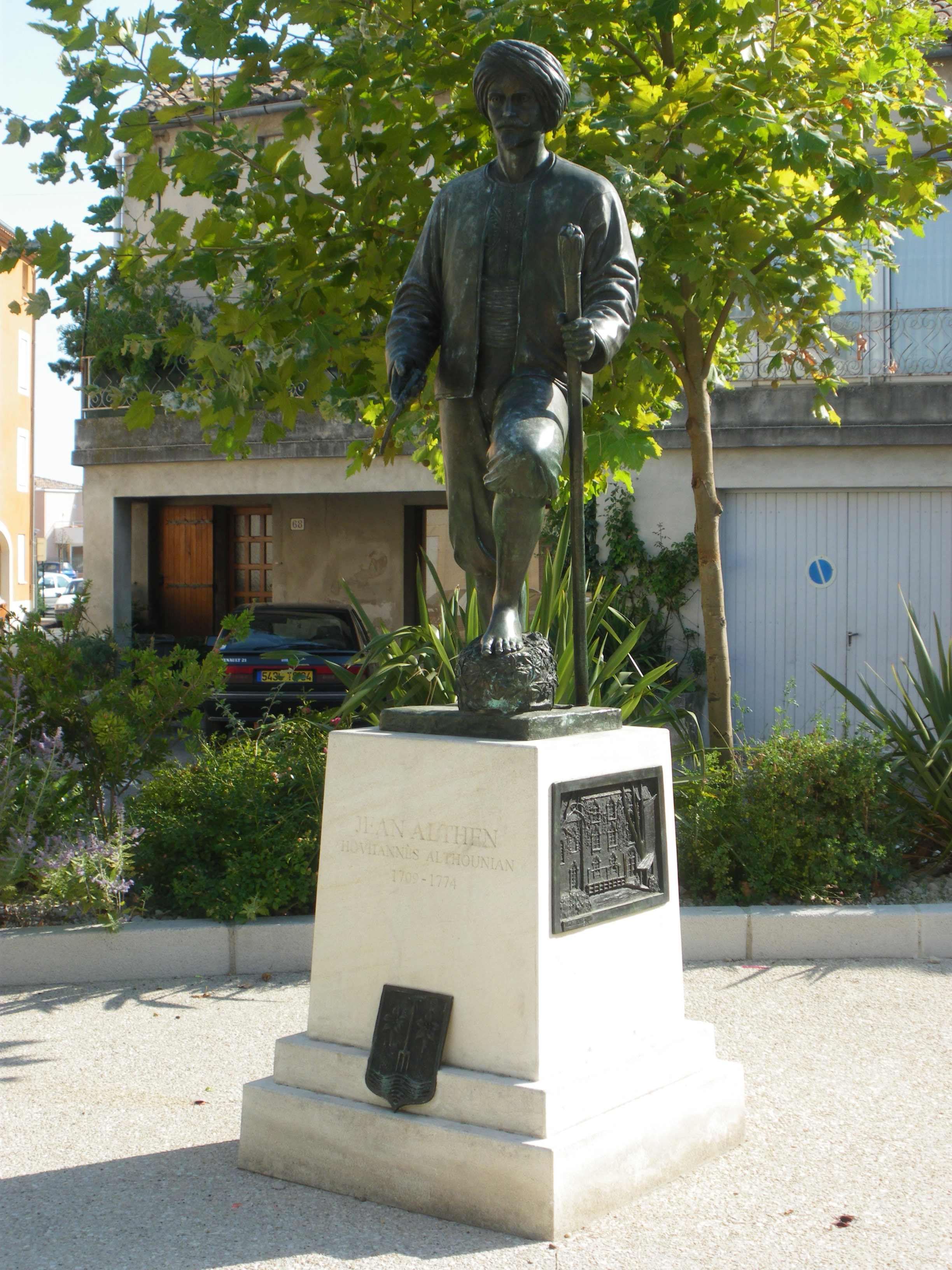
Statue actuelle de Jean Althen.

Le nom d'Althen-des-Paluds est un hommage à Jean Althen. Arménien réduit en esclavage en Turquie, puis sauvé et venu à Avignon en 1756 pour y réaliser ses premières expériences concernant la culture de la garance.
Le terme de Paluds, dérivé de « palun », désigne les marécages ou les marais. La commune a compté de nombreux marais, dus à la présence de la Sorgue.

## Histoire

### Préhistoire et Antiquité
Au cours de cette période, ce territoire n'était que des terres marécageuses (palud) inhospitalier et inhabitable. Son assèchement fut initié sous la colonisation romaine en élevant les premières digues pour tenter de canaliser la Sorgue.

### Moyen Âge
Les tentatives d'endiguement continuèrent durant toute la période médiévale. Ce territoire dépendait alors des seigneurs de Monteux et de l'abbaye de Montmajour. Dès 1211, Guillaume III, évêque de Carpentras, qui avait transigé avec les co-seigneurs Isnard d'Entrevennes, Imbert et Raymond d'Agoult, obtint l'exemption de tout droit de péage sur leur fief. Celui-ci dépendait alors du comte de Toulouse. Ce fut en 1240 que Raymond VII en donna la suzeraineté à Barral des Baux, son neveu par alliance, alors qu'il était en paréage entre huit seigneurs.

### Renaissance
Toute cette période fut marquée par des épidémies de peste dont les plus importantes touchèrent la population en 1588-89 puis en 1630 pour se conclure par la Grande Peste de 1721.

### Période moderne
Assaini tout au cours du Moyen Âge et de la Renaissance, le sol put enfin accueillir les premières grosses exploitations agricoles. La chapelle castrale de Beauchamp, desservie par les observantins devint le premier lieu de culte, puis les consuls de Monteux obtinrent de l'abbé de Montmajou, prieur décimateur, qu'il fit bâtir à ses frais une nouvelle église en 1780.
Le 12 août 1793 fut créé le département de Vaucluse, constitué des districts d'Avignon et de Carpentras, mais aussi de ceux d'Apt et d'Orange, qui appartenaient aux Bouches-du-Rhône, ainsi que du canton de Sault, qui appartenait aux Basses-Alpes.
Dans les années 1830, le village prospère grâce à la garance, ce qui lui permet d'acquérir son autonomie vis-à-vis de Monteux par ordonnance royale du 4 juin 1845. Il prend dès lors le nom d'Althen-des-Paluds.

### Période contemporaine
En 1846, Avignon érige une statue de Jean Althen. Celle-ci reste dans la ville jusqu'en 1936, date à laquelle Louis Gros (à l'époque maire de la ville) l'offre au maire d'Althen-des-Paluds, M. Perrin. Elle est alors installée sur la place principale de ce village. En 1943, dans le cadre de la récupération des métaux non ferreux décidé par le régime de Vichy le monument est démonté et fondu pour participer à l'effort de guerre voulu par l'occupant nazi en vue de fabriquer des armes.

## Politique et administration

### Liste des maires

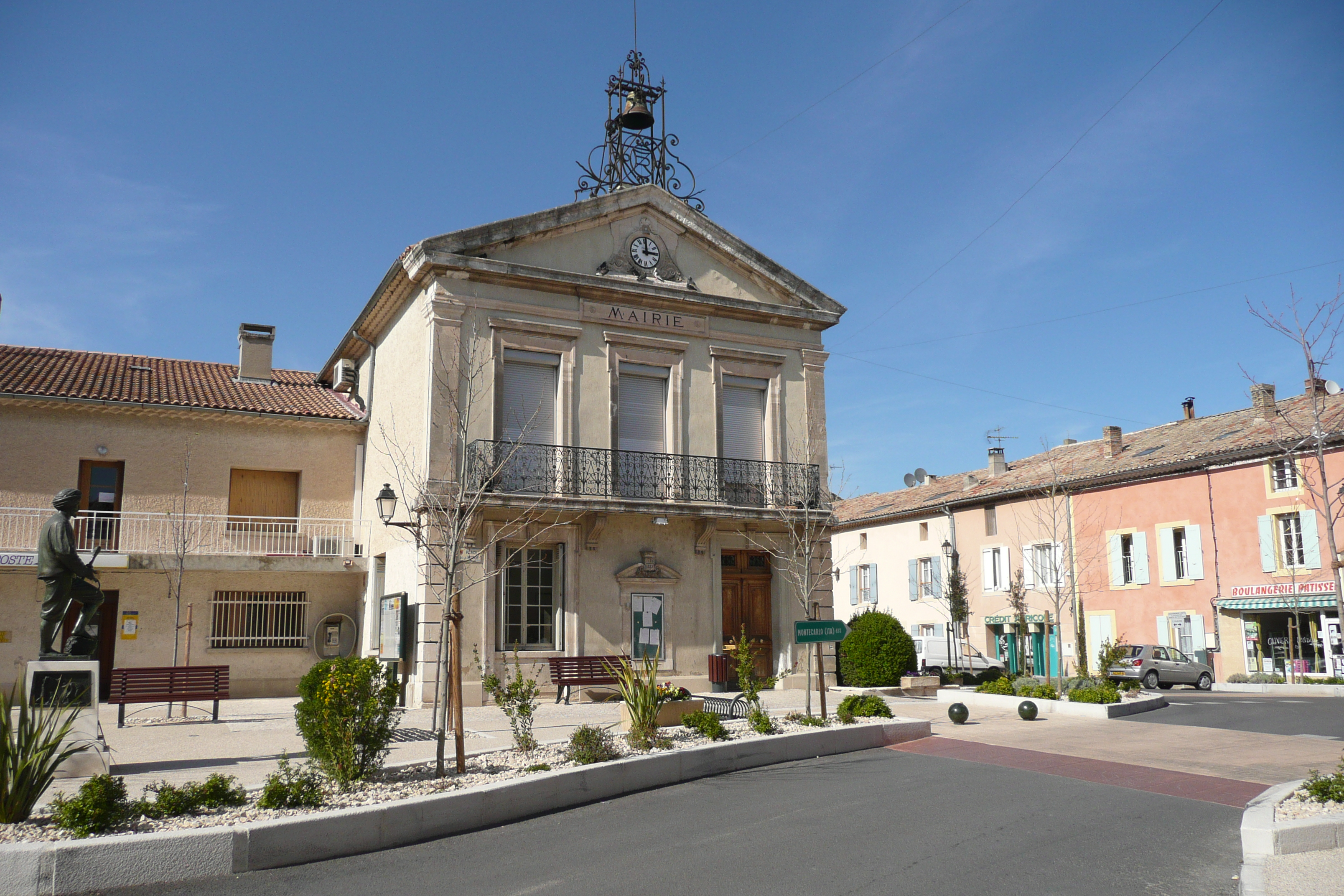
La mairie d’Althen-des-Paluds.

| Période                                  | Période                   | Identité                  | Étiquette  | Qualité                                                                               |
| ---------------------------------------- | ------------------------- | ------------------------- | ---------- | ------------------------------------------------------------------------------------- |
| 1845                                     | 1864 (décès)              | Joseph Moutte             |            | Nommé maire                                                                           |
| 1864                                     | 1870                      | Calixte Chivallier        |            |                                                                                       |
| Les données manquantes sont à compléter. |                           |                           |            |                                                                                       |
| 1881                                     | 1884                      | Adrien Bono               |            |                                                                                       |
| Les données manquantes sont à compléter. |                           |                           |            |                                                                                       |
| 1919                                     | 1929                      | Michel Landrin            |            |                                                                                       |
| 1929                                     | 1940                      | Ernest Perrin (1886-1964) | SFIO       | Agriculteur Conseiller d’arrondissement (1931 → 1940)                                 |
| Les données manquantes sont à compléter. |                           |                           |            |                                                                                       |
| 1945                                     | décembre 1964 (décès)     | Ernest Perrin (1886-1964) | SFIO       | Agriculteur                                                                           |
| 1965                                     | mars 1977                 | Jacques Navarre           |            |                                                                                       |
| mars 1977                                | juin 1995                 | René Tramier              |            | Instituteur retraité                                                                  |
| juin 1995                                | mars 2001                 | Henry Bureau (1930-2016)  | RPR        | Ancien chirurgien plasticien et chef de service Chevalier de la Légion d'honneur      |
| mars 2001                                | mars 2014                 | Lucien Stanzione          | PS         | Cadre territorial                                                                     |
| mars 2014                                | En cours (au 25 mai 2020) | Michel Terrisse           | DVD-UMP-LR | Retraité Vice-président de la CC Les Sorgues du Comtat Réélu pour le mandat 2020-2026 |
| Les données manquantes sont à compléter. |                           |                           |            |                                                                                       |

### Fiscalité
| Taxe                                                | Part communale | Part intercommunale | Part départementale | Part régionale |
| --------------------------------------------------- | -------------- | ------------------- | ------------------- | -------------- |
| Taxe d'habitation (TH)                              | 9,99 %         | 0,00 %              | 7,55 %              | 0,00 %         |
| Taxe foncière sur les propriétés bâties (TFPB)      | 22,17 %        | 0,00 %              | 10,20 %             | 2,36 %         |
| Taxe foncière sur les propriétés non bâties (TFPNB) | 52,71 %        | 0,00 %              | 28,96 %             | 8,85 %         |
| Taxe professionnelle (TP)                           | 00,00 %        | 19,05 %             | 13,00 %             | 3,84 %         |

La part régionale de la taxe d'habitation n'est pas applicable.

### Intercommunalité
Althen-des-Paluds fait partie de la communauté de communes Les Sorgues du Comtat avec deux autres communes : Monteux et Pernes-les-Fontaines. À l'origine, Les Sorgues du Comtat fut créé le 24 octobre 2001 avec Entraigues-sur-la-Sorgue. Cette dernière s'est retirée en 2008.
La communauté de communes fait partie de plusieurs syndicats mixtes :
- Syndicat mixte ITER Vaucluse ;
- Syndicat mixte intercommunautaire pour l'étude, la construction et l'exploitation d'unités de traitement des ordures ménagères de la région de Cavaillon (sieceutom) ;
- Syndicat mixte pour la création et le suivi du schéma de cohérence territoriale (SCOT) du sud Luberon.

## Urbanisme

### Typologie
Au 1er janvier 2024, Althen-des-Paluds est catégorisée ceinture urbaine, selon la nouvelle grille communale de densité à sept niveaux définie par l'Insee en 2022.
Elle appartient à l'unité urbaine d'Avignon, une agglomération inter-régionale regroupant 59  communes, dont elle est une commune de la banlieue,,. Par ailleurs la commune fait partie de l'aire d'attraction d'Avignon, dont elle est une commune de la couronne,. Cette aire, qui regroupe 48 communes, est catégorisée dans les aires de 200 000 à moins de 700 000 habitants,.

### Occupation des sols
L'occupation des sols de la commune, telle qu'elle ressort de la base de données européenne d’occupation biophysique des sols Corine Land Cover (CLC), est marquée par l'importance des territoires agricoles (80,2 % en 2018), en diminution par rapport à 1990 (85,7 %). La répartition détaillée en 2018 est la suivante : 
zones agricoles hétérogènes (80,2 %), zones urbanisées (18,5 %), forêts (1,2 %). L'évolution de l’occupation des sols de la commune et de ses infrastructures peut être observée sur les différentes représentations cartographiques du territoire : la carte de Cassini (XVIIIe siècle), la carte d'état-major (1820-1866) et les cartes ou photos aériennes de l'IGN pour la période actuelle (1950 à aujourd'hui).

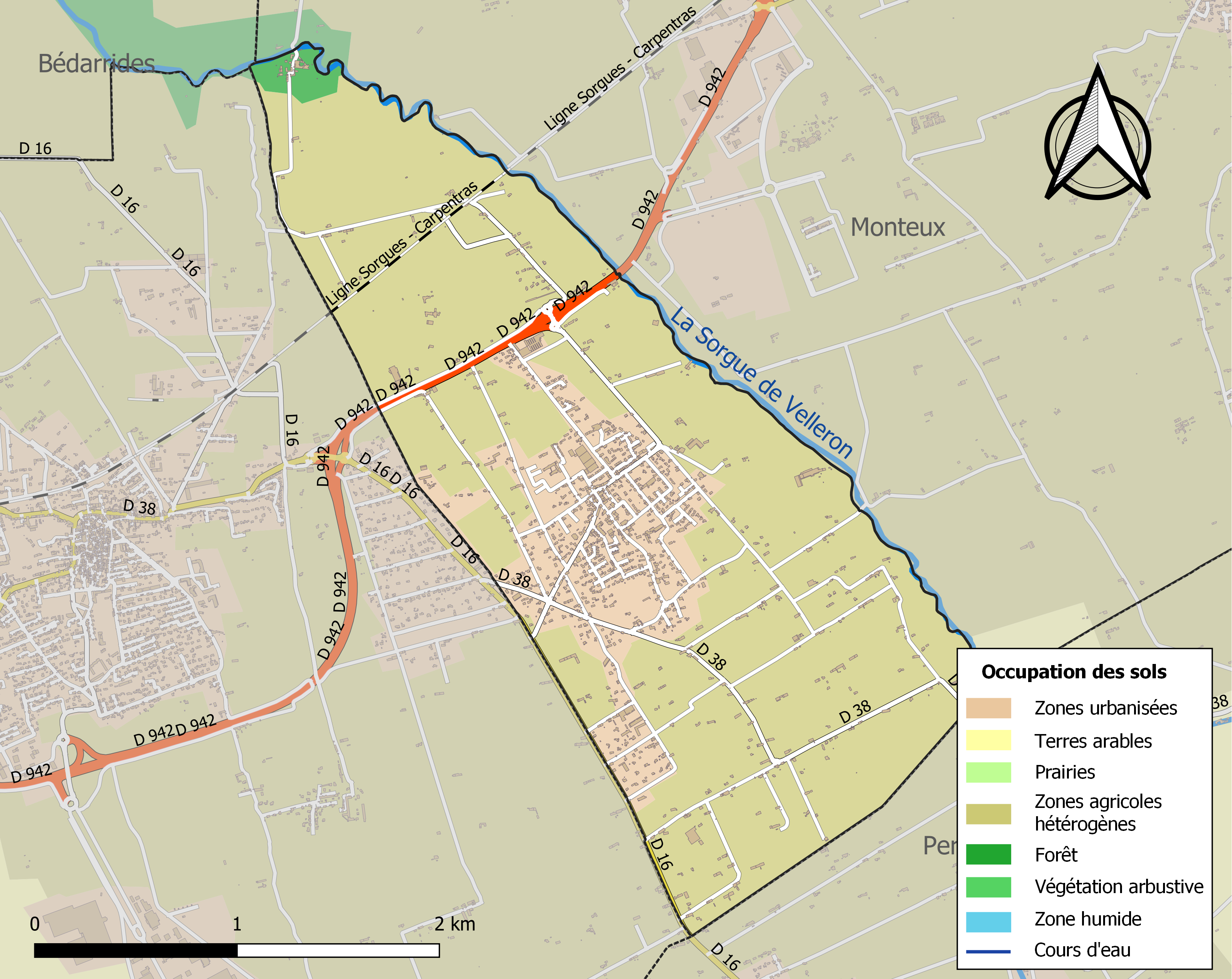
Carte des infrastructures et de l'occupation des sols de la commune en 2018 (CLC).
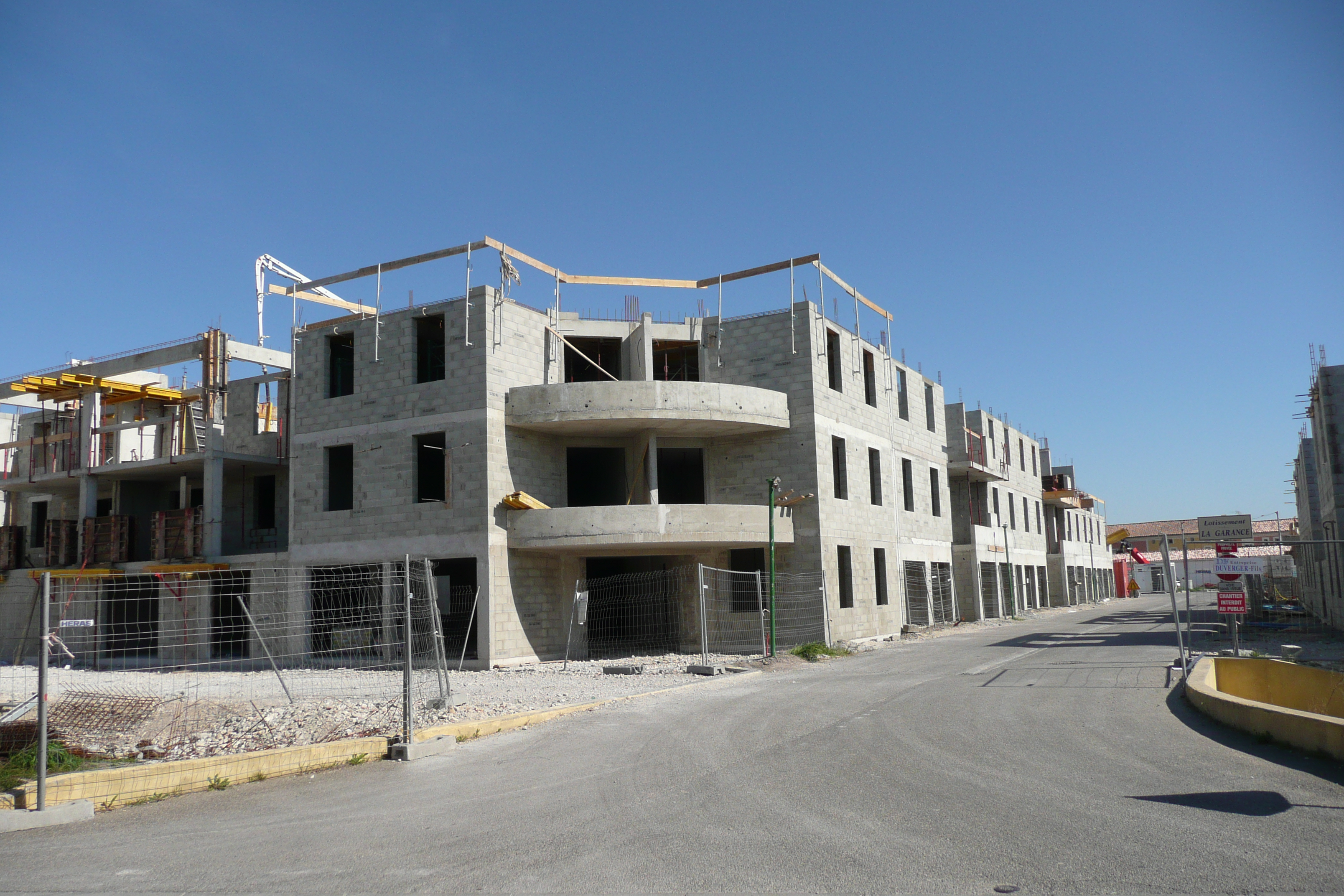
Urbanisation de la commune.

### Environnement
La collecte et traitement des déchets des ménages et déchets assimilés se fait dans le cadre de la communauté de communes Les Sorgues du Comtat et le syndicat mixte inter-communautaire pour l'étude, la construction et l'exploitation d'unités de traitement des ordures ménagères de la région de Cavaillon (sieceutom).
L'engagement de la commune dans le développement durable (panneaux photovoltaïque à l'école, zone sans OGM) lui a permis d'obtenir en 2010, la Marianne d'or du développement durable,.

### Jumelages
| Althen-des-Paluds Mylau Karlštejn Montecarlo |

- Mylau (Allemagne), commune de 3 000 hab. du district de Chemnitz dans l'état libre de Saxe.
- Karlštejn (Tchéquie), commune située à 30 km de Prague dans la région de la Bohême-Centrale.
- Montecarlo (Italie), commune de 4 345 hab. de la Province de Lucques dans la région Toscane.

## Population et société

### Démographie
En 2008, Althen-des-Paluds comptait 2 486 habitants (soit une augmentation de 5 % par rapport à 1999). La commune occupait le 4 064e rang au niveau national, alors qu'elle était au 4 649e en 1999, et le 45e au niveau départemental sur 151 communes.
L'évolution du nombre d'habitants est connue à travers les recensements de la population effectués à Althen-des-Paluds depuis 1793. Le maximum de la population a été atteint en 2008 avec 2 486 habitants.
L'évolution du nombre d'habitants est connue à travers les recensements de la population effectués dans la commune depuis 1846. Pour les communes de moins de 10 000 habitants, une enquête de recensement portant sur toute la population est réalisée tous les cinq ans, les populations de référence des années intermédiaires étant quant à elles estimées par interpolation ou extrapolation. Pour la commune, le premier recensement exhaustif entrant dans le cadre du nouveau dispositif a été réalisé en 2008.

En 2022, la commune comptait 2 881 habitants, en évolution de +3,41 % par rapport à 2016 (Vaucluse : +1,73 %, France hors Mayotte : +2,11 %).
| 1846  | 1851  | 1856  | 1861  | 1866  | 1872  | 1876  | 1881  | 1886  |
| ----- | ----- | ----- | ----- | ----- | ----- | ----- | ----- | ----- |
| 1 200 | 1 252 | 1 260 | 1 303 | 1 326 | 1 348 | 1 137 | 1 023 | 1 021 |

| 1891  | 1896  | 1901 | 1906 | 1911 | 1921 | 1926 | 1931 | 1936 |
| ----- | ----- | ---- | ---- | ---- | ---- | ---- | ---- | ---- |
| 1 022 | 1 006 | 990  | 925  | 985  | 883  | 891  | 938  | 927  |

| 1946 | 1954 | 1962  | 1968  | 1975  | 1982  | 1990  | 1999  | 2006  |
| ---- | ---- | ----- | ----- | ----- | ----- | ----- | ----- | ----- |
| 960  | 987  | 1 070 | 1 173 | 1 288 | 1 575 | 1 600 | 1 988 | 2 375 |

| 2008  | 2013  | 2018  | 2022  | - | - | - | - | - |
| ----- | ----- | ----- | ----- | - | - | - | - | - |
| 2 486 | 2 683 | 2 860 | 2 881 | - | - | - | - | - |

### Enseignement
L'on trouve sur la commune une école maternelle et une école primaire. Ensuite les élèves sont dirigés vers le collège Lou Vignarès à Vedène, puis le lycée Jean-Henri-Fabre ou le lycée Victor-Hugo à Carpentras.

### Sports
Plusieurs sports sont pratiqués en clubs, notamment karaté, football, judo, cyclisme (La proximité du mont Ventoux attire des cyclistes), tennis. Le passage de la Sorgue permet la pratique de la pêche.

### Santé
Les professions sont représentées sur la commune : quatre médecins sont regroupés au sein d'un centre médical ; deux cabinets d'infirmiers, ainsi qu'une infirmière indépendante proposent leur service (sept professionnels au total) ; trois kinésithérapeutes, un dentiste et une pharmacie complètent le secteur de la santé. Les hôpitaux les plus proches se situent à Carpentras et Avignon.

### Transports publics
Plusieurs lignes de bus desservent Althen-des-Paluds :
- 5.1 Carpentras - Avignon ;
- 13.2 Les Valayans (hameau de Pernes-les-Fontaines) - Sorgues, via Entraigues-sur-la-Sorgue.

L'autoroute la plus proche est l'autoroute A7, sortie Avignon-Nord. La gare TGV la plus proche est la gare d'Avignon TGV.

### Cultes
La paroisse d'Althen-des-Paluds, de culte catholique, dépend du diocèse d'Avignon, doyenné de Carpentras.

### Vie locale
Althen, qui s'organise autour de trois artères principales, compte une librairie, un établissement bancaire, une boulangerie, deux cafés et une supérette.

## Économie

### Commerces de proximité
La commune dispose de petits commerces comme un tabac-presse, une boulangerie, une pharmacie ou encore une supérette.

### Industrie
Historiquement, la plaine, après avoir été vidée de ses marais, a été utilisée pour la culture de la garance. En 1754 Jean Althen commença des essais de culture à Saint-Chamond, puis les renouvela à partir de 1763 avec plus de réussite dans le Comtat avec l'appui du marquis de Caumont, premier consul d'Avignon. Il n'y eut cependant aucun essor significatif à cause des importations du Levant. Mais les guerres de la Révolution ayant entravé le commerce, les cultivateurs se lancèrent dans cette culture qui se développa pour atteindre son maximum vers 1860.
En 1839, on compte cinquante moulins à garance en Vaucluse, alors qu'il n'y avait que dix moulins sur la Sorgue en 1804. Le Vaucluse, certaines années, générera jusqu'à pratiquement 65 % de la garance au niveau mondial. À partir de 1860, plusieurs grandes crises (terres surexploitées, qualité moins bonne, etc.) touchent cette culture de plus en plus concurrencée par les progrès récents de la chimie. Il n'existe plus qu'un seul des cinquante moulins en 1880.
Les quatre moulins présents à Althen-des-Paluds furent transformés en moulin à garance au début du XIXe siècle, puis en moulin à ocre à la fin du XIXe siècle.
Après ces deux industries, de nombreuses cultures se développa dont la culture du glaïeul.

### Tourisme
Située dans la plaine du Comtat Venaissin, avec sa situation à proximité d'Avignon et de son riche patrimoine, de Carpentras et du mont Ventoux, avec la présence de la Sorgue, la commune voit le tourisme occuper directement ou indirectement une place non négligeable de son économie. La commune dispose de deux hôtels, etc.

### Agriculture
Le territoire de la commune est une plaine arrosée par la Sorgue ce qui est relativement propice à l'agriculture. Dès la fin du XIXe siècle, la mise en place de la ligne de chemin de fer Avignon - Carpentras accéléra la vocation agricole de la commune. À partir des années 1960 :
- Arboriculture fruitière ;
- Primeurs ;
- Horticulture.

## Culture locale et patrimoine

### Lieux et monuments
- Église de l'Assomption d'Althen-des-Paluds.
- Le quartier le plus ancien est celui de Saint-Albergaty.
- Campanile (au-dessus de la mairie)
- Moulin des Gaffins

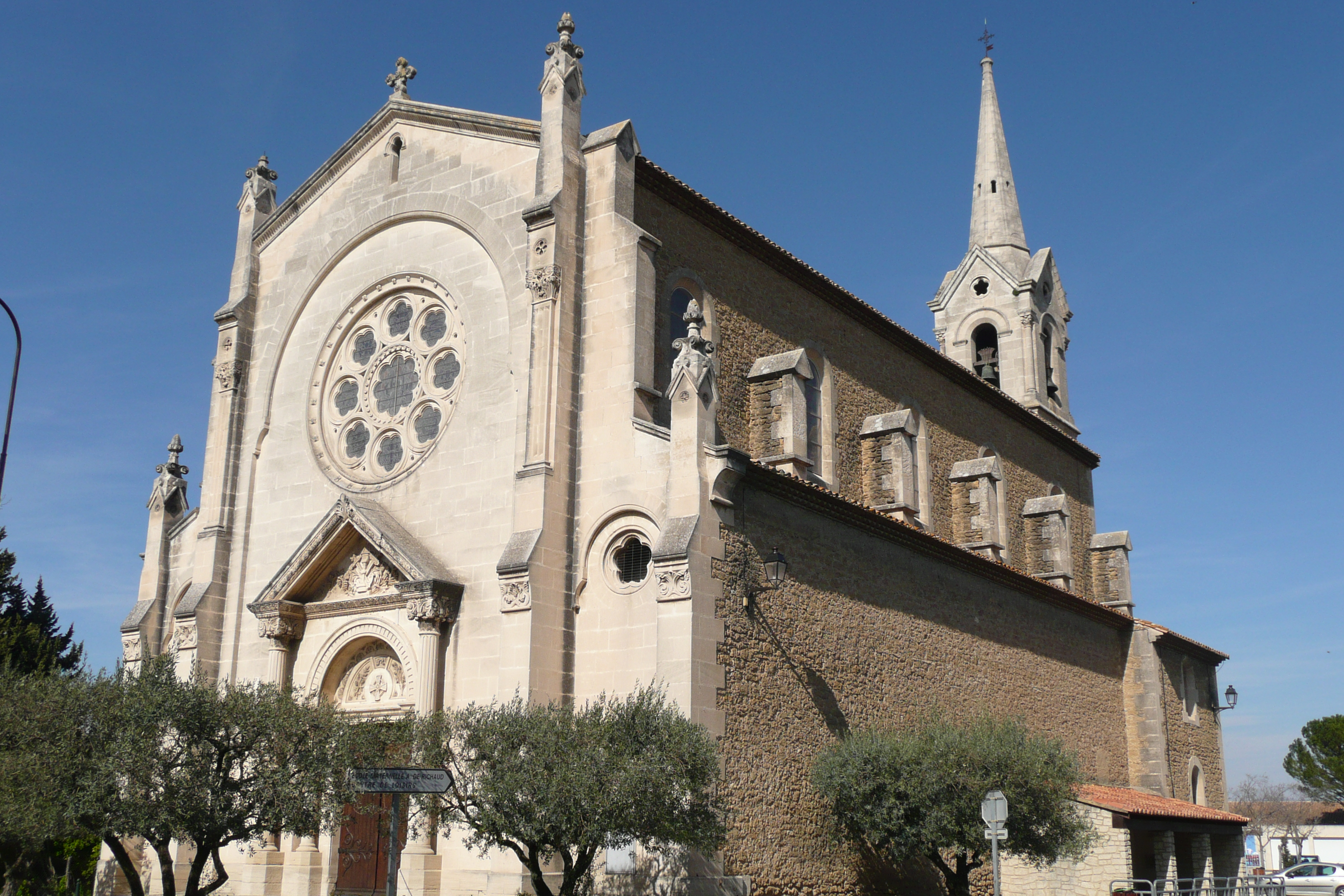
Église d'Althen.
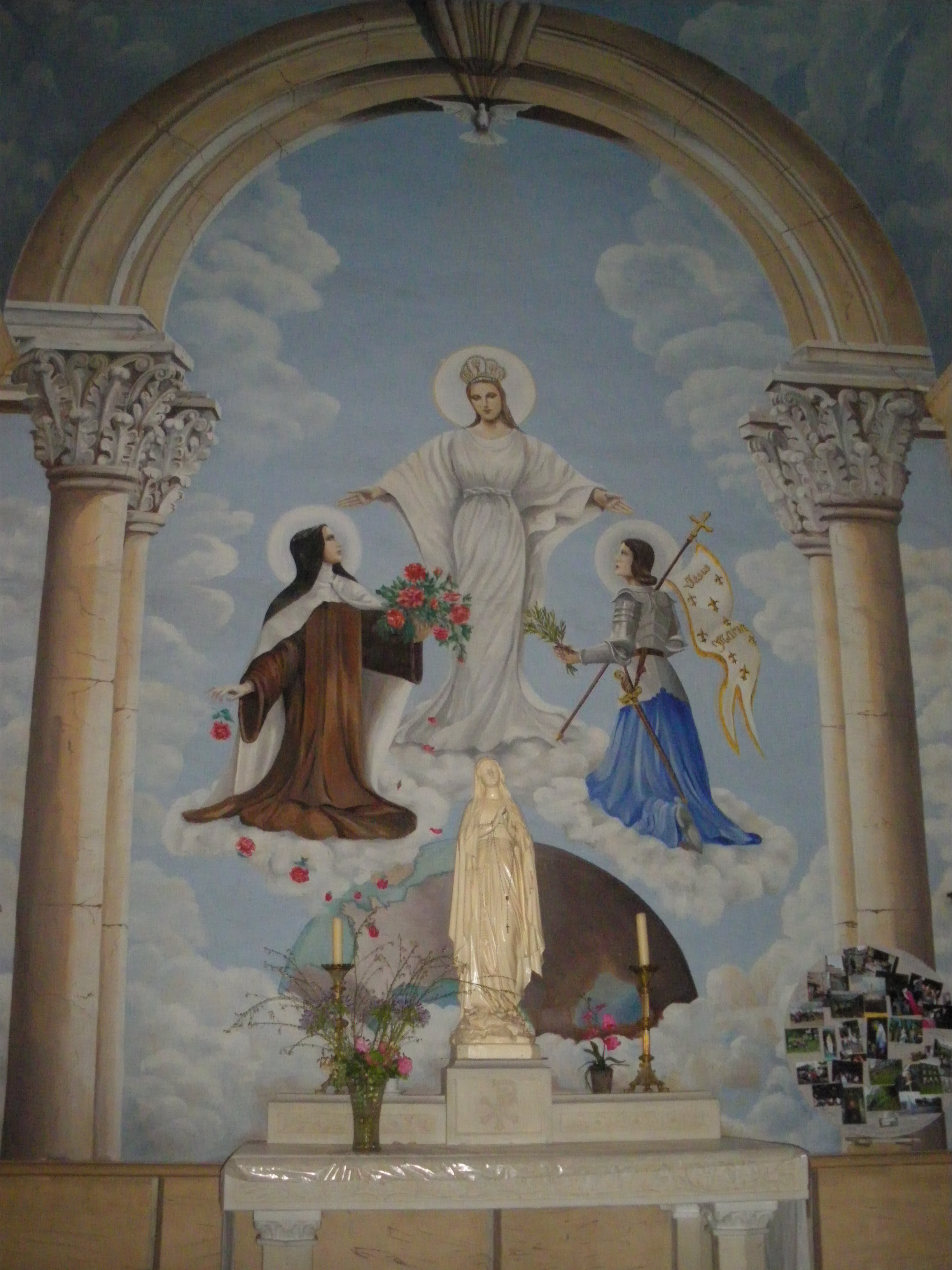
Intérieur de l'église. Peinture représentant la Vierge Marie avec a ses côtés sainte Thérèse de Lisieux et sainte Jeanne d'Arc
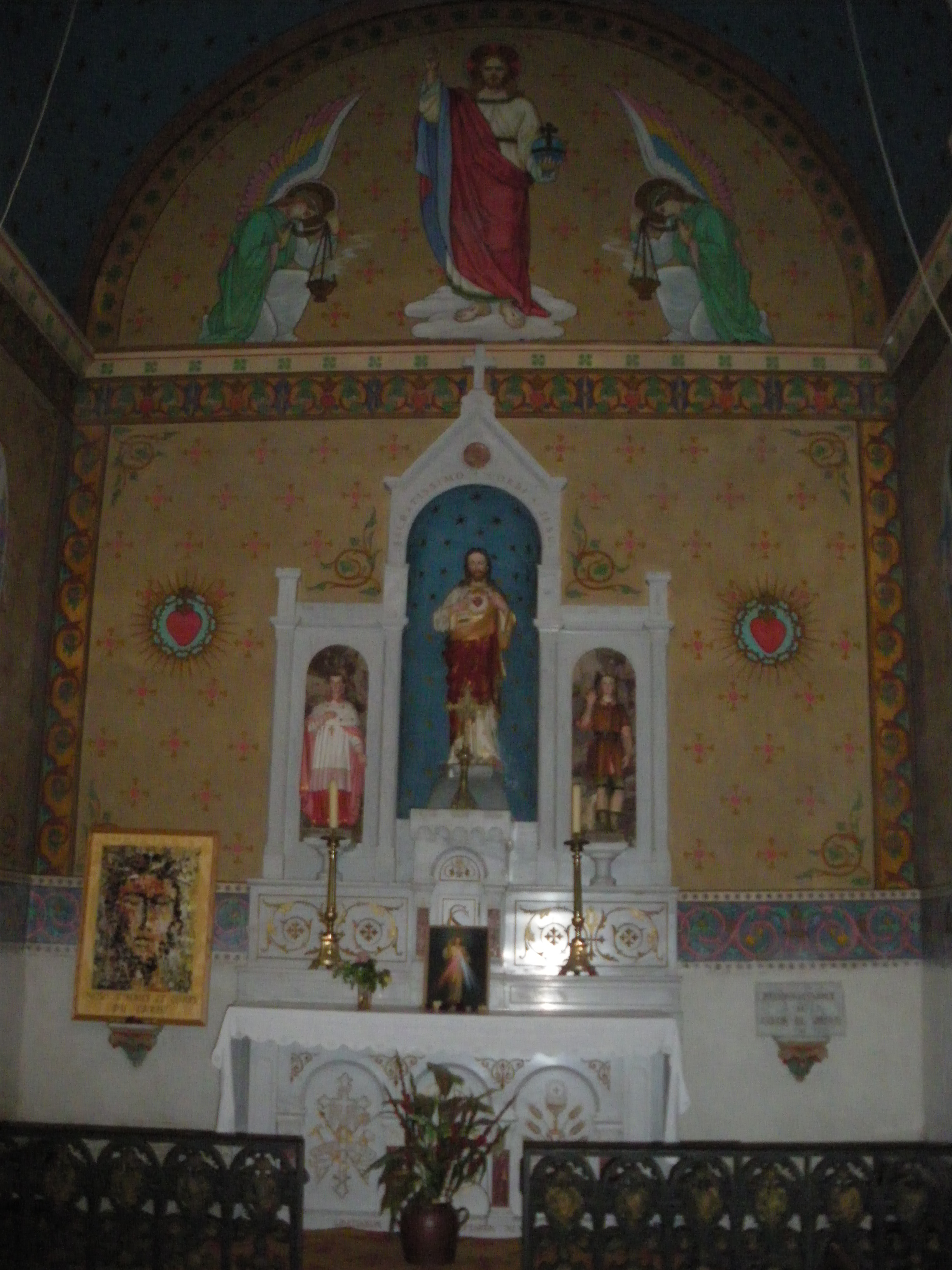
Intérieur de l'église. Chapelle du Sacré-cœur de Jésus

### Personnalités liées à la commune
- André de Richaud (1907-1968), romancier, poète, dramaturge.
- Jean Althen (1710-1774), agronome arménien d'origine persane.

### Héraldique
| Blason de Althen-des-Paluds | Blason  | De gueules à la bêche à garance d'or, accostée de deux fleurs de garance du même, à la champagne ondée d'argent et d'azur. |
| Blason de Althen-des-Paluds | Détails | Ce blason date de 1980. La champagne ondée représente la Sorgue. Le statut officiel du blason reste à déterminer.          |